# (3613) Kunlun
(3613) Kunlun (1982 VJ11) – planetoida z pasa głównego asteroid okrążająca Słońce w ciągu 3,65 lat w średniej odległości 2,37 au Odkryta w obserwatorium Astronomicznym Zijinshan 10 listopada 1982 roku.